# Андроїд (фільм, 1982)
«Андроїд» (англ. Android) — американський фантастичний фільм 1982 року.

## Сюжет
2036 рік. На віддаленій науковій космічній станції фанатичний вчений, доктор Деніел, сконструював робота на ім'я Макс 404. На станції більше немає інших представників людського роду, тому робот ніколи не бачив інших живих істот, крім свого творця. Макс 404 займається тим, що вивчає життя на Землі в двадцятому столітті за допомогою платівок і книг. Він дуже хоче полетіти на рідну планету доктора Деніела, але це неможливо. Справа в тому, що там колись давно стався бунт роботів, після чого вони були заборонені і вигнані із Землі. Тим часом на станції робить зупинку невелика група злочинців, що втекли з Землі. Макс 404 дуже здивований поведінкою прибулих. Він підглядає за тим, як вони дивляться порнографічні фільми і займаються коханням. Йому подобається молода жінка Меггі, що прилетіла зі злочинцями. Макс 404 дізнається, що доктор Деніел намагається сконструювати більш досконалий андроїд жіночої статі Кассандру і замінити ним застарілого Макса 404. Він мріє стати повелителем Галактики.

## У ролях
| Актор             | Роль             |
| ----------------- | ---------------- |
| Клаус Кінскі      | доктор Деніел    |
| Брі Говард        | Меггі            |
| Дон Кіт Оппер     | Макс 404         |
| Кендра Кіршнер    | Кассандра        |
| Норберт Вайссер   | Келлер           |
| Крофтон Хардестер | Мендес           |
| Ренді Коннор      | Terrapol: десант |
| Гері Кораріто     | Terrapol: Нептун |
| Мері Енн Фішер    | Terrapol: Нептун |
| Джулія Гібсон     | Terrapol: Мінос  |
| Роджер Келтон     | Terrapol: десант |
| Даррелл Ларсон    | Terrapol: Нептун |
| Ян Шайбель        | Terrapol: Нептун |
| Вейн Спрінгфілд   | Terrapol: Мінос  |
| Рейчел Талалай    | Terrapol: десант |
| Джоенн Тодд       | Terrapol: десант |